# Ashe (chanteuse)
Pour les articles homonymes, voir Ashe et Willson.
Ashlyn Rae Willson, née le 24 avril 1993, dite Ashe, est une chanteuse et compositrice américaine.
Elle se fait connaître du grand public en 2019 pour son single Moral of the Story, issue de la bande originale du film Netflix À tous les garçons : P.S. Je t'aime toujours,. Elle a été nommée pour un prix Juno pour son single Let You Get Away, avec Shaun Frank.

## Biographie

### Jeunesse et formation
Ashlyn Rae Willson est née le 24 avril 1993 et a grandi dans une famille chrétienne conservatrice à San José,. Elle a commencé à suivre des cours de piano et de chant à l'âge de 8 ans. Elle grandit en écoutant uniquement la radio chrétienne et découvre des artistes et groupes comme Bob Dylan, The Beatles et Jefferson Airplane grâce à son grand-père. Elle fréquente par la suite le Berklee College of Music et obtient son diplôme en écriture et production contemporaines en 2015,.

### Début de carrière (2015-2017)
Ashe commence par chanter des démos à Nashville avant d'attirer l'attention du producteur suédois Ben Phipps, qui lui demande de chanter sur son morceau Sleep Alone en 2015,. Au cours des deux années suivantes, Ashe participe à l'écriture de morceaux pour Louis the Child et Whethan. En 2016, son single Can't Hide avec Whethan atteint la deuxième place du Spotify Viral 50. En 2017 Let You Get Away avec le DJ canadien Shaun Frank est nommé aux Juno Awards 2017 et est certifié or au Canada en 2019,. Elle collabore également avec Demi Lovato sur le single You Don't Do It for Me Anymore. Entre octobre 2017 et janvier 2018, Ashe est en tournée avec Louis the Child, Lauv et Whethan.
Elle signe sur le label indépendant Mom + Pop et sort son premier single, Used To It, en juin 2017,. Used to It atteint la première place du classement Spotify Viral 50.

### Carrière solo (2018-2020)
Ashe sort son premier EP, The Rabbit Hole, en juin 2018. Elle atteint rapidement les 200 millions de streams cumulés. Le 5 avril 2019, elle sort un nouvel EP intitulé Moral of the Story: Chapter 1 et produit par Finneas O'Connell. 4 mois plus tard, une deuxième partie est publiée.
En février 2020, le single Moral of the Story est repris dans la bande originale de comédie romantique de Netflix À tous les garçons: PS Je t'aime toujours. Elle fait sa première apparition dans le Billboard Hot 100 et le Billboard 200,.

### Carrière solo (2021)
En mars 2021, elle sort le single Till Forever Falls Apart aux côtés de Finneas.
Le 7 avril 2021, Ashe a annoncé sur ses réseaux sociaux la sortie de son premier album, Ashlyn, qui sortira le 7 mai 2021.
De plus, le 6 mai 2021, elle a annoncé qu’elle partira en tournée dès 2022. The Fault Line Tour sera interprété dans de nombreuses villes aux États-Unis, au Canada et à Londres.
Le 13 octobre 2022, elle annonce sa tournée Fun while it lasted tour qui commencera le 4 novembre 2022 en Nouvelle-Zélande.
Le 1er février 2023, elle annonce sur ses réseaux sociaux l'annulation de la tournée qui devait initialement se terminer le 23 mai 2023.
Ashe annonce le 27 juin 2024 la sortie de son troisième album intitulé Willson, qui sortira le 6 septembre 2024. Willson est le premier album de la chanteuse en tant qu’artiste indépendante.